# Morti il 21 settembre
| Questa pagina contiene informazioni ricavate automaticamente dalle voci biografiche con l'ausilio del template Bio e di un bot. L'aggiornamento è periodico e automatico e ricostruisce completamente la pagina. Se manca una persona in questa lista, sei pregato di non aggiungerla, ma accertati piuttosto che la sua voce biografica contenga il template Bio e che i dati anagrafici siano correttamente compilati. Se il template Bio manca, inseriscilo tu stesso o, in alternativa, metti l'avviso {{tmp\|Bio}} che ne segnala la mancanza. Se i dati riportati sono sbagliati, correggi direttamente la voce biografica; le modifiche saranno visibili in questa lista entro pochi giorni. Per chiarimenti vedi il progetto biografie. La lista contiene solo le 515 persone che sono citate nell'enciclopedia e per le quali è stato implementato correttamente il template Bio. Pagina aggiornata al 17 ago 2025. |

## I secolo a.C.(1)
- 19 a.C. - Publio Virgilio Marone, poeta romano (n. 70 a.C.)

## V secolo(1)
- 454 - Flavio Ezio, generale romano

## VII secolo(1)
- 687 - Papa Conone, papa e vescovo (n. 630)

## IX secolo(2)
- 850 - Maura di Troyes, santa franca (n. 827)
- 872 - Sergio, vescovo cristiano orientale siro

## X secolo(1)
- 985 - Guarino di Colonia, arcivescovo tedesco

## XI secolo(2)
- 1027 - Ottone I Guglielmo di Borgogna, nobile
- 1077 - Abu'l-Fadl Bayhaqi, storico persiano

## XII secolo(1)
- 1109 - Svatopluk di Boemia, sovrano boemo

## XIII secolo(7)
- 1217 - Caupo di Turaida, re
- 1217 - Lembitu, sovrano estone
- 1231 - Riccarda di Baviera, contessa
- 1235 - Andrea II d'Ungheria, sovrano
- 1239 - Simone di Dammartin, nobile francese
- 1250 - Maria di Ponthieu, nobile francese (n. 1199)
- 1256 - William di Kilkenny, vescovo cattolico inglese

## XIV secolo(4)
- 1317 - Viola di Teschen, principessa polacca
- 1327 - Edoardo II d'Inghilterra, re britannico (n. 1284)
- 1384 - Matilde di Gheldria, duchessa (n. 1325)
- 1397 - Richard FitzAlan, XI conte di Arundel, nobile e militare inglese (n. 1346)

## XV secolo(12)
- 1409 - Ibleto di Challant, nobile italiano
- 1411 - Anna Mortimer, nobile britannica (n. 1390)
- 1423 - Matteo II Moncada, nobile, politico e militare italiano
- 1451 - Louis de La Palud, abate, vescovo cattolico e cardinale svizzero
- 1461 - Sofia Alšėniškė, sovrana lituana (n. 1405)
- 1467 - Niccolò Piccolomini, arcivescovo cattolico italiano
- 1475 - Antoine I de Croÿ, nobile e militare belga
- 1481 - Bartolomeo Sacchi, umanista e gastronomo italiano (n. 1421)
- 1482 - Georg Hesler, cardinale tedesco (n. 1427)
- 1486 - Giovanni Hinderbach, vescovo cattolico tedesco (n. 1418)
- 1496 - Pier Capponi, condottiero e politico italiano (n. 1446)
- 1498 - Marco da Modena, presbitero italiano

## XVI secolo(16)
- 1516 - Mōri Okimoto, militare giapponese (n. 1492)
- 1517 - Dyveke Sigbritsdatter, olandese
- 1520 - Viktorin Kornel ze Všehrd, letterato, scrittore e giurista ceco (n. 1460)
- 1527 - Casimiro di Brandeburgo-Bayreuth (n. 1481)
- 1533 - Pietro de Gregorio, giurista italiano (n. 1480)
- 1548 - Gregorio Cortese, cardinale e arcivescovo cattolico italiano (n. 1483)
- 1549 - Benedetto Accolti il Giovane, cardinale e arcivescovo cattolico italiano (n. 1497)
- 1554 - Giannantonio Donato Acquaviva d'Aragona, nobile italiano (n. 1485)
- 1554 - Alessandro Campeggi, cardinale e vescovo cattolico italiano (n. 1504)
- 1558 - Carlo V d'Asburgo, sovrano (n. 1500)
- 1574 - Marco Saraceni, vescovo cattolico italiano (n. 1535)
- 1576 - Gerolamo Cardano, matematico, ingegnere e filosofo italiano (n. 1501)
- 1581 - Mikhail Rizzi, patriarca cattolico libanese
- 1586 - Antoine Perrenot de Granvelle, cardinale e arcivescovo cattolico francese (n. 1517)
- 1589 - Stefano Bonsignori, cartografo italiano
- 1591 - Ambrosio de Morales, umanista, storico e archeologo spagnolo (n. 1513)

## XVII secolo(16)
- 1605 - Cristofano dell'Altissimo, pittore italiano (n. 1525)
- 1614 - Jerónimo Gracián, religioso spagnolo (n. 1545)
- 1623 - Francesco Mati, pittore italiano (n. 1561)
- 1625 - Bartolomeo Cavarozzi, pittore italiano (n. 1587)
- 1629 - Jan Pieterszoon Coen, politico e generale olandese (n. 1587)
- 1631 - Federico Borromeo, cardinale italiano (n. 1564)
- 1637 - Guglielmo V d'Assia-Kassel, nobile tedesco (n. 1602)
- 1643 - Huang Taiji, politico e condottiero cinese (n. 1592)
- 1649 - Guido Fassi, inventore e artista italiano (n. 1584)
- 1649 - Charles Mellin, pittore francese
- 1650 - Hanzade Sultan, principessa ottomana (n. 1609)
- 1656 - Richard Capel, religioso inglese (n. 1586)
- 1662 - Adriaen van Stalbemt, pittore e incisore fiammingo (n. 1580)
- 1673 - Lorenzo Imperiali, cardinale italiano (n. 1612)
- 1692 - Ermes di Colloredo, poeta e militare italiano (n. 1622)
- 1699 - Giuseppe Sardi, architetto italiano (n. 1624)

## XVIII secolo(20)
- 1704 - Maria Antonia Scalera Stellini, poetessa e drammaturga italiana (n. 1634)
- 1707 - Dominic Maguire, arcivescovo cattolico irlandese
- 1711 - Anna Augusta di Hohenlohe-Waldenburg-Schillingsfürst, principessa tedesca (n. 1675)
- 1713 - Michelangelo Garove, architetto, ingegnere e urbanista italiano (n. 1648)
- 1718 - Andrea Pisani, ammiraglio italiano (n. 1662)
- 1719 - Johann Heinrich Acker, storico tedesco (n. 1647)
- 1721 - Tommaso Bonaventura della Gherardesca, arcivescovo cattolico italiano (n. 1654)
- 1724 - Guglielmo II di Nassau-Dillenburg, principe tedesco (n. 1670)
- 1728 - Johann Friedrich II von Alvensleben, politico e diplomatico tedesco (n. 1657)
- 1739 - Saliha Sultan, ottomana
- 1745 - Gaspar Antonio de la Torre y Ayala, politico e militare spagnolo
- 1746 - Alessandro Gregorio Capponi, museologo e nobile italiano (n. 1683)
- 1761 - Gabriele Malagrida, gesuita e missionario italiano (n. 1689)
- 1775 - Tommaso Bonazza, scultore e architetto italiano (n. 1696)
- 1781 - Lawrence Dundas, I baronetto, politico scozzese (n. 1710)
- 1789 - George Read, politico e avvocato statunitense (n. 1733)
- 1795 - Guglielmo Pallotta, cardinale italiano (n. 1727)
- 1796 - François-Séverin Marceau, generale francese (n. 1769)
- 1797 - Asaf-ud-Daula, sovrano indiano (n. 1748)
- 1797 - Hugh Pigot, militare britannico (n. 1769)

## XIX secolo(53)
- 1801 - Giovanni Battista Alagona, vescovo cattolico italiano (n. 1726)
- 1801 - David Charpentier de Cossigny, militare e politico francese (n. 1740)
- 1803 - John Christopher Moller, compositore, organista e clavicembalista statunitense (n. 1755)
- 1803 - Maria Fortunata d'Este, principessa italiana (n. 1731)
- 1810 - Mir Taqi Mir, poeta indiano (n. 1723)
- 1812 - Emanuel Schikaneder, attore teatrale, basso e librettista tedesco (n. 1751)
- 1814 - Francesco Ceccarelli, cantante castrato italiano (n. 1752)
- 1817 - Jules de Polignac, I duca di Polignac, nobile e militare francese (n. 1746)
- 1832 - Walter Scott, scrittore e poeta britannico (n. 1771)
- 1836 - John Stafford Smith, compositore, organista e musicologo britannico (n. 1750)
- 1837 - Carlo Federico Augusto di Meclemburgo-Strelitz, generale prussiano (n. 1785)
- 1837 - Georg Ludolf Dissen, filologo classico tedesco (n. 1784)
- 1839 - Laurent Imbert, missionario francese (n. 1797)
- 1841 - John Murphy, politico statunitense (n. 1785)
- 1842 - James Ivory, matematico e astronomo scozzese (n. 1765)
- 1843 - Gioacchino Salvetti, missionario e vescovo cattolico italiano (n. 1769)
- 1845 - Klementyna Hoffmanowa, scrittrice polacca (n. 1798)
- 1845 - Jawahar Singh, indiano (n. 1814)
- 1848 - Lord George Bentinck, politico britannico (n. 1802)
- 1849 - Manuel de Sarratea, politico e diplomatico argentino (n. 1774)
- 1850 - Friedrich Robert Faehlmann, scrittore, medico e filologo estone (n. 1798)
- 1854 - Domenico Tranaso, notaio e patriota italiano (n. 1796)
- 1855 - Jacopo Mazzei, politico e giurista italiano (n. 1803)
- 1857 - Sunwon di Joseon, regina coreana (n. 1789)
- 1858 - Arthur Pendleton Bagby, politico statunitense (n. 1794)
- 1859 - Camille Polonceau, ingegnere francese (n. 1813)
- 1859 - Charles Hamilton Smith, artista e naturalista inglese (n. 1776)
- 1860 - Arthur Schopenhauer, filosofo, orientalista e traduttore tedesco (n. 1788)
- 1861 - Cesare Lucatelli, patriota italiano (n. 1823)
- 1862 - Michelangelo Pieramico, vescovo cattolico italiano (n. 1799)
- 1862 - Luigi Taparelli d'Azeglio, gesuita, filosofo e sociologo italiano (n. 1793)
- 1864 - Nicola Belletti, vescovo cattolico italiano (n. 1782)
- 1866 - Lorenzo Ercoliani, scrittore italiano (n. 1806)
- 1866 - Ulric Guttinguer, scrittore e poeta francese (n. 1787)
- 1867 - Bernardo Quaranta, archeologo e epigrafista italiano (n. 1796)
- 1871 - Robert Marcellus Stewart, politico statunitense (n. 1815)
- 1872 - Lorenzo Maggiori, nobile e filantropo italiano (n. 1850)
- 1873 - Auguste Nélaton, chirurgo francese (n. 1807)
- 1875 - Adalberto di Baviera, principe (n. 1828)
- 1875 - Alessandra di Baviera, nobile tedesca (n. 1826)
- 1878 - Giulio Curioni, geologo, paleontologo e funzionario italiano (n. 1796)
- 1880 - Manuel Montt, giurista e politico cileno (n. 1809)
- 1883 - Conrad Bursian, filologo classico e archeologo tedesco (n. 1830)
- 1887 - Otway Woodhouse, tennista britannico (n. 1855)
- 1890 - Victor Guérin, archeologo e geografo francese (n. 1821)
- 1891 - Carl Wedl, patologo austriaco (n. 1815)
- 1894 - Luigi Zini, prefetto, magistrato e politico italiano (n. 1821)
- 1895 - Silvestro Lega, pittore italiano (n. 1826)
- 1895 - Viktor Rydberg, scrittore e filosofo svedese (n. 1828)
- 1897 - Giuseppe Guarino, cardinale e arcivescovo cattolico italiano (n. 1827)
- 1899 - Leopold von Sternberg, generale austriaco (n. 1811)
- 1900 - Lewis Sayre, chirurgo statunitense (n. 1820)
- 1900 - Domenico Silverj, compositore italiano (n. 1818)

## XX secolo(235)
- 1902 - Davide Albertario, presbitero e giornalista italiano (n. 1846)
- 1903 - Achille Bizzoni, giornalista, scrittore e patriota italiano (n. 1841)
- 1904 - Capo Giuseppe, condottiero nativo americano (n. 1840)
- 1905 - Célestine Galli-Marié, mezzosoprano francese (n. 1837)
- 1905 - Francisco García Calderón, politico peruviano (n. 1834)
- 1905 - Francesco Giuliani di San Lucido, politico italiano (n. 1836)
- 1908 - Ernest Fenollosa, storico dell'arte e orientalista statunitense (n. 1853)
- 1909 - John Albert Johnson, politico statunitense (n. 1861)
- 1910 - Giuseppe Fasce, politico italiano (n. 1848)
- 1911 - Aḥmad ʿOrābī, ufficiale e politico egiziano (n. 1841)
- 1913 - Teobaldo Calissano, politico italiano (n. 1857)
- 1913 - Tommaso Salsa, generale italiano (n. 1857)
- 1913 - Michele Tripisciano, scultore italiano (n. 1860)
- 1914 - Flora Foster, attrice statunitense (n. 1898)
- 1914 - Michelangelo Guggenheim, collezionista d'arte e mercante italiano (n. 1837)
- 1914 - Leopold Mayer, nuotatore austriaco
- 1915 - Anthony Comstock, politico e attivista statunitense (n. 1844)
- 1915 - Marija Gavrilovna Savina, attrice teatrale russa (n. 1854)
- 1917 - Gino Cittadella Vigodarzere, nobile, politico e scrittore italiano (n. 1844)
- 1919 - Giuseppe Dalla Vedova, geografo italiano (n. 1834)
- 1920 - José Bermudo Mateos, pittore spagnolo (n. 1853)
- 1920 - Michele Cammarano, pittore italiano (n. 1835)
- 1921 - Ernest Cassel, banchiere tedesco (n. 1852)
- 1921 - Lev Černyj, politico, poeta e giornalista russo
- 1921 - Karl Eugen Dühring, economista e filosofo tedesco (n. 1833)
- 1921 - George Foottit, circense britannico (n. 1864)
- 1923 - Fidel Pagés, medico spagnolo (n. 1886)
- 1923 - Friedrich Vollmer, latinista e filologo classico tedesco (n. 1867)
- 1925 - Michail Vasil'evič Novorusskij, rivoluzionario russo (n. 1861)
- 1926 - Carlo Albanesi, pianista e compositore italiano (n. 1856)
- 1926 - Vittorio Centurione Scotto, aviatore e militare italiano (n. 1900)
- 1926 - Léon Charles Thévenin, ingegnere francese (n. 1857)
- 1927 - Candida Mara, cantante italiana (n. 1877)
- 1929 - Nathaniel E. Harris, politico statunitense (n. 1846)
- 1931 - Gabriel Darrieus, ammiraglio francese (n. 1859)
- 1931 - Benjamin Glover Laws, compositore di scacchi inglese (n. 1861)
- 1932 - Odoardo Giansanti, poeta italiano (n. 1852)
- 1932 - Maurice Holleaux, storico, archeologo e epigrafista francese (n. 1861)
- 1933 - Wille Andersson, pallanuotista e nuotatore svedese (n. 1891)
- 1933 - Max Manitius, storico e latinista tedesco (n. 1858)
- 1933 - Kenji Miyazawa, poeta, scrittore e agronomo giapponese (n. 1896)
- 1933 - Eduard Daniël van Oort, ornitologo olandese (n. 1876)
- 1934 - Tauno Ilmoniemi, ginnasta finlandese (n. 1893)
- 1935 - Julia Beck, pittrice svedese (n. 1853)
- 1935 - Paul Iribe, designer, costumista e scenografo francese (n. 1883)
- 1935 - Luisa Spagnoli, imprenditrice italiana (n. 1877)
- 1935 - Ettore Vitale, ingegnere italiano (n. 1844)
- 1936 - Emilio Bozzi, imprenditore italiano (n. 1873)
- 1936 - Frank Hornby, inventore, imprenditore e politico britannico (n. 1863)
- 1936 - Antoine Meillet, linguista, grecista e slavista francese (n. 1866)
- 1937 - Julius Bredt, chimico tedesco (n. 1855)
- 1937 - Henri Capitant, giurista francese (n. 1865)
- 1937 - Antero Gheri, militare italiano (n. 1908)
- 1937 - Osgood Perkins, attore statunitense (n. 1892)
- 1938 - Ivana Brlić-Mažuranić, scrittrice croata (n. 1874)
- 1938 - Harry Garson, regista e produttore cinematografico statunitense (n. 1882)
- 1938 - Giuseppe Gerola, storico italiano (n. 1877)
- 1939 - Armand Călinescu, politico e economista rumeno (n. 1893)
- 1939 - Marie Jacobus Johannes Exler, scrittore e attivista olandese (n. 1882)
- 1939 - Park Yung-hyo, politico coreano (n. 1861)
- 1939 - Delio Tessa, scrittore e poeta italiano (n. 1886)
- 1940 - Francis Honeycutt, schermidore statunitense (n. 1883)
- 1940 - Mick O'Brien, allenatore di calcio e calciatore irlandese (n. 1893)
- 1940 - Jean-Vincent Scheil, religioso e assiriologo francese (n. 1858)
- 1940 - Waldemar Wilenius, architetto finlandese (n. 1868)
- 1943 - Abele Ambrosini, militare italiano (n. 1915)
- 1943 - Seymour Bathurst, VII conte Bathurst, nobile e ufficiale britannico (n. 1864)
- 1943 - Primo Cai, partigiano e militare italiano (n. 1922)
- 1943 - Kingsley Wood, politico britannico (n. 1881)
- 1943 - Tatiana Schucht, insegnante e traduttrice russa (n. 1887)
- 1944 - Uccisione di Graziella Fanti, italiana (n. 1927)
- 1944 - Oleksandr Antonovyč Košic', musicista, compositore e direttore d'orchestra ucraino (n. 1875)
- 1944 - Giovanni Maria Mataloni, pubblicitario e illustratore italiano (n. 1869)
- 1944 - Louis N. Parker, drammaturgo, traduttore e compositore inglese (n. 1852)
- 1944 - Artur Phleps, generale tedesco (n. 1881)
- 1945 - Karl Steubl, militare austriaco (n. 1910)
- 1946 - Olga Engl, attrice austriaca (n. 1871)
- 1946 - Mansaku Itami, regista e sceneggiatore giapponese (n. 1900)
- 1946 - Luigi Pensuti, animatore italiano (n. 1903)
- 1947 - Harry Carey, attore, regista e sceneggiatore statunitense (n. 1878)
- 1948 - José Felipe Abárzuza y Rodríguez de Arias, pittore spagnolo (n. 1871)
- 1948 - Stella LeSaint, attrice statunitense (n. 1881)
- 1948 - Çerkes Ethem, militare ottomano (n. 1886)
- 1949 - Osvaldo Tordi, pittore italiano (n. 1914)
- 1950 - Edward Arthur Milne, astronomo e matematico britannico (n. 1896)
- 1950 - Tat'jana L'vovna Tolstaja, attivista russa (n. 1864)
- 1951 - Morgan Jones, attore statunitense (n. 1879)
- 1951 - John P. O'Brien, politico e avvocato statunitense (n. 1873)
- 1951 - Richard Schorr, astronomo tedesco (n. 1867)
- 1952 - Dietrich Wortmann, lottatore, sollevatore e dirigente sportivo tedesco (n. 1884)
- 1953 - Roger Quilter, compositore britannico (n. 1877)
- 1954 - Nino Mazzoni, politico, sindacalista e giornalista italiano (n. 1874)
- 1954 - Mikimoto Kōkichi, imprenditore giapponese (n. 1858)
- 1955 - Mehdi Qoli Hedayat, politico iraniano (n. 1863)
- 1956 - Karl Caspar, pittore tedesco (n. 1879)
- 1956 - Rigoberto López Pérez, poeta e compositore nicaraguense (n. 1929)
- 1956 - Bill Struth, allenatore di calcio scozzese (n. 1876)
- 1957 - Virgilio Giotti, poeta italiano (n. 1885)
- 1957 - Robert Lowie, antropologo statunitense (n. 1883)
- 1957 - Aldo Vergano, regista e sceneggiatore italiano (n. 1891)
- 1958 - Francisco Olazar, allenatore di calcio e calciatore argentino (n. 1885)
- 1958 - Olga di Hannover, principessa (n. 1884)
- 1958 - Peter Whitehead, pilota automobilistico britannico (n. 1914)
- 1959 - Agnes Nicholls, soprano inglese (n. 1876)
- 1959 - Ėsfir' Il'inična Šub, regista e montatrice sovietica (n. 1894)
- 1960 - Nikolaj Nikitin, allenatore di calcio, calciatore e arbitro di calcio sovietico (n. 1895)
- 1960 - Frank Elmore Ross, astronomo e fisico statunitense (n. 1874)
- 1961 - Maurice Delage, compositore e pianista francese (n. 1879)
- 1961 - Earle Dickson, inventore statunitense (n. 1892)
- 1962 - Manuel Andrada, giocatore di polo argentino (n. 1890)
- 1962 - Marie Bonaparte, nobile, psicoanalista e scrittrice francese (n. 1882)
- 1962 - Louis Bournonville, calciatore francese (n. 1891)
- 1963 - Francesco Lo Savio, artista italiano (n. 1935)
- 1963 - Emanuele Palazzotto, architetto italiano (n. 1886)
- 1964 - Jesús Enciso Viana, vescovo cattolico spagnolo (n. 1906)
- 1964 - Józef Gawlina, arcivescovo cattolico polacco (n. 1892)
- 1964 - Otto Grotewohl, politico tedesco (n. 1894)
- 1966 - Agostino D'Arco, vescovo cattolico italiano (n. 1899)
- 1966 - Frank Lentini, showman e circense italiano (n. 1889)
- 1966 - Paul Reynaud, politico francese (n. 1878)
- 1967 - George Garbutt, hockeista su ghiaccio canadese (n. 1903)
- 1967 - Oddone Piazza, pugile italiano (n. 1908)
- 1968 - George Cane, tuffatore britannico (n. 1881)
- 1968 - L. R. Johannis, pittore e scrittore italiano (n. 1905)
- 1970 - Gilbert Brébion, calciatore francese (n. 1887)
- 1970 - Alessandro De Magistris, calciatore italiano (n. 1890)
- 1970 - Bakshish Singh, hockeista su prato indiano (n. 1929)
- 1970 - Adolf Wiklund, biatleta svedese (n. 1921)
- 1971 - Corrado Grazzini, esperantista italiano (n. 1883)
- 1971 - Bernardo Alberto Houssay, medico e fisiologo argentino (n. 1887)
- 1971 - Kōichi Kudō, allenatore di calcio e calciatore giapponese (n. 1909)
- 1971 - Luciano Morpurgo, fotografo, editore e scrittore italiano (n. 1886)
- 1971 - Guglielmo Nasi, generale e politico italiano (n. 1879)
- 1972 - Albert Beier, calciatore tedesco (n. 1900)
- 1972 - Heitor Marcelino Domingues, calciatore brasiliano (n. 1898)
- 1972 - Henry de Montherlant, scrittore, drammaturgo e poeta francese (n. 1895)
- 1973 - Charles Harold Dodd, pastore protestante britannico (n. 1884)
- 1973 - Azalia Emma Peet, educatrice statunitense (n. 1887)
- 1973 - Lidija Ruslanova, cantante sovietica (n. 1900)
- 1973 - Diana Sands, attrice statunitense (n. 1934)
- 1974 - Rino Albertarelli, illustratore e fumettista italiano (n. 1908)
- 1974 - Walter Brennan, attore statunitense (n. 1894)
- 1974 - Ivan Bučko, arcivescovo cattolico ucraino (n. 1891)
- 1974 - Jessica Daves, editrice statunitense (n. 1898)
- 1974 - Sigurður Nordal, scrittore e poeta islandese (n. 1886)
- 1974 - Paul Robinson, fumettista statunitense (n. 1898)
- 1974 - Jacqueline Susann, scrittrice e attrice statunitense (n. 1918)
- 1974 - Kajirō Yamamoto, regista, sceneggiatore e attore giapponese (n. 1902)
- 1975 - Silvestre Cuffaro, scultore e politico italiano (n. 1905)
- 1975 - Eugenio Dupré Theseider, storico italiano (n. 1898)
- 1975 - Domenico Greppi, calciatore italiano (n. 1903)
- 1975 - Wilhelm Strand, calciatore norvegese (n. 1892)
- 1975 - Thorleif Svendsen, calciatore norvegese (n. 1910)
- 1976 - Benjamin Graham, economista e imprenditore statunitense (n. 1894)
- 1976 - Ott Christoph Hilgenberg, ingegnere, scienziato e umanista tedesco (n. 1896)
- 1976 - Orlando Letelier, diplomatico e politico cileno (n. 1932)
- 1976 - Nils Middelboe, mezzofondista, triplista e calciatore danese (n. 1887)
- 1976 - Mario Rossi, medico e attivista italiano (n. 1925)
- 1977 - Kurt Adler, direttore d'orchestra, direttore di coro e pianista austriaco (n. 1907)
- 1977 - Adolf Grohmann, arabista e ebraista austriaco (n. 1887)
- 1977 - Arthur Lindfors, lottatore finlandese (n. 1893)
- 1978 - Petronella van Randwijk, ginnasta olandese (n. 1905)
- 1980 - Waldir Azevedo, compositore brasiliano (n. 1923)
- 1980 - Italo Siciliano, critico letterario italiano (n. 1895)
- 1980 - Rodrigo Ulysses de Carvalho, psichiatra brasiliano (n. 1917)
- 1981 - Carlo Bandirola, pilota motociclistico italiano (n. 1915)
- 1981 - Gianetto Biondini, pittore italiano (n. 1920)
- 1981 - Bice Ligabue, politica e partigiana italiana (n. 1895)
- 1981 - Nigel Patrick, attore britannico (n. 1912)
- 1981 - Roger Rigollet, astronomo francese (n. 1909)
- 1981 - Luigi Servolini, incisore, critico d'arte e storico dell'arte italiano (n. 1906)
- 1981 - Johannes Stensletten, calciatore norvegese (n. 1912)
- 1982 - Ivan Christoforovič Bagramjan, generale e politico sovietico (n. 1897)
- 1982 - Franz Esser, calciatore tedesco (n. 1900)
- 1982 - Charlotte Gower Chapman, etnologa e scrittrice statunitense (n. 1902)
- 1983 - Enrico Castelli, cestista e dirigente sportivo italiano (n. 1909)
- 1983 - Bob Donham, cestista statunitense (n. 1926)
- 1983 - Birgit Tengroth, attrice svedese (n. 1915)
- 1983 - Xavier Zubiri, filosofo spagnolo (n. 1898)
- 1984 - Roberto De Leonardis, dialoghista e paroliere italiano (n. 1913)
- 1985 - Romain Baron, scrittore francese (n. 1898)
- 1986 - Giuseppe Ferralasco, politico e medico italiano (n. 1929)
- 1986 - Wilhelm Heun, generale tedesco (n. 1895)
- 1986 - John Kuck, pesista statunitense (n. 1905)
- 1986 - Ati Soss, avvocato e compositore sloveno (n. 1930)
- 1986 - Pierre Wigny, politico belga (n. 1905)
- 1987 - John Chandos, attore britannico (n. 1919)
- 1987 - Emilio De Feo, politico italiano (n. 1920)
- 1987 - Corrado De Vita, giornalista e scrittore italiano (n. 1905)
- 1987 - Peter Kippax, calciatore inglese (n. 1922)
- 1987 - Jaco Pastorius, bassista, compositore e produttore discografico statunitense (n. 1951)
- 1988 - André Hurtevent, allenatore di calcio e calciatore francese (n. 1906)
- 1988 - Henry Koster, regista e sceneggiatore tedesco (n. 1905)
- 1988 - Aurel Milloss, danzatore e coreografo ungherese (n. 1906)
- 1988 - Gino Paro, vescovo cattolico italiano (n. 1910)
- 1989 - Corrado Gaipa, attore e doppiatore italiano (n. 1925)
- 1990 - Sumner Getchell, attore statunitense (n. 1906)
- 1990 - Oleksandr Konstantynopol's'kyj, scacchista sovietico (n. 1910)
- 1990 - Rosario Livatino, magistrato italiano (n. 1952)
- 1990 - Xu Xiangqian, generale e politico cinese (n. 1901)
- 1991 - Luis Llorens Soler, calciatore spagnolo (n. 1939)
- 1991 - Blasius Marsoner, poeta, storico e traduttore italiano (n. 1924)
- 1991 - Angelo Rossitto, attore e doppiatore statunitense (n. 1908)
- 1992 - Tarachand Barjatya, produttore cinematografico indiano (n. 1914)
- 1992 - Paul Alfons von Metternich-Winneburg, pilota automobilistico tedesco (n. 1917)
- 1992 - Viktor Ivanovič Tregubovič, regista, attore e sceneggiatore sovietico (n. 1935)
- 1992 - Bill Williams, attore statunitense (n. 1915)
- 1993 - Fernand Ledoux, attore francese (n. 1897)
- 1993 - Gustavo Vinay, medievista italiano (n. 1912)
- 1994 - Jimmy Carter, pugile statunitense (n. 1923)
- 1995 - Pio De Berti Gambini, giornalista e autore televisivo italiano (n. 1930)
- 1995 - Rudy Perpich, politico statunitense (n. 1928)
- 1995 - Irven Spence, animatore statunitense (n. 1909)
- 1996 - Erika Cremer, fisica e chimica tedesca (n. 1900)
- 1996 - Paolo De Poli, artista italiano (n. 1905)
- 1996 - Claus Holm, attore tedesco (n. 1918)
- 1996 - Henri Nouwen, presbitero, teologo e scrittore olandese (n. 1932)
- 1996 - Mario Pastore, giornalista italiano (n. 1929)
- 1996 - Franz Pfnür, sciatore alpino tedesco (n. 1908)
- 1996 - Giuseppe Semerari, filosofo italiano (n. 1922)
- 1997 - Margaret Bailey Speer, educatrice e missionaria statunitense (n. 1900)
- 1997 - Juan Burgueño, calciatore uruguaiano (n. 1923)
- 1997 - Jennifer Holt, attrice statunitense (n. 1920)
- 1998 - Clara Calamai, attrice italiana (n. 1909)
- 1998 - Florence Griffith-Joyner, velocista statunitense (n. 1959)
- 1998 - Giovanni Ingellis, autore di giochi italiano (n. 1951)
- 1998 - Vladimir Pochil'ko, psicologo, imprenditore e autore di videogiochi russo (n. 1954)
- 1998 - Arto Tiainen, fondista finlandese (n. 1930)
- 1999 - Tamara Ivanovna Alëšina, attrice sovietica (n. 1919)
- 1999 - Piet Schoonenberg, presbitero e teologo olandese (n. 1911)
- 2000 - Maria Grazia Gatti Randi, imprenditrice e dirigente d'azienda italiana (n. 1924)
- 2000 - Ettore Guatelli, scrittore italiano (n. 1921)
- 2000 - Riccardo Misasi, politico italiano (n. 1932)
- 2000 - Leonid Rogozov, medico sovietico (n. 1934)
- 2000 - Frederic Seaman, hockeista su prato indiano (n. 1906)

## XXI secolo(143)
- 2001 - Luis García Gallo, fumettista spagnolo (n. 1907)
- 2001 - Eleanor Bone, sacerdotessa britannica (n. 1911)
- 2002 - Angelo Buono, serial killer statunitense (n. 1934)
- 2002 - Robert L. Forward, fisico e scrittore statunitense (n. 1932)
- 2002 - Federico Alfredo Legler, imprenditore svizzero (n. 1916)
- 2002 - Maurice Manson, attore canadese (n. 1913)
- 2002 - Rocco Rock, wrestler statunitense (n. 1953)
- 2002 - Savino Giuseppe Vania, politico italiano (n. 1915)
- 2003 - Giovanni Bianchi, vescovo cattolico italiano (n. 1918)
- 2003 - Amédée Domenech, rugbista a 15, attore e politico francese (n. 1933)
- 2003 - Robert Lochner, giornalista statunitense (n. 1918)
- 2003 - Gottardo Ortelli, pittore, critico d'arte e docente italiano (n. 1938)
- 2004 - Beto Santana, giocatore di calcio a 5 brasiliano (n. 1952)
- 2004 - Badr bin Sa'ud Al Sa'ud, principe e politico saudita (n. 1934)
- 2005 - Maurice Büla, fotografo e pilota motociclistico svizzero (n. 1934)
- 2005 - Tatiana Dokoudovska, ballerina, insegnante e coreografa francese (n. 1921)
- 2005 - Nuccia Fumo, attrice italiana (n. 1917)
- 2005 - Mustaj Karim, poeta, scrittore e drammaturgo russo (n. 1919)
- 2005 - Félix Pérez, cestista portoricano (n. 1971)
- 2005 - Albert Tocco, mafioso statunitense (n. 1929)
- 2006 - Nello Bellei, driver italiano (n. 1930)
- 2006 - Boz Burrell, cantante e polistrumentista britannico (n. 1946)
- 2006 - Alan Fletcher, designer inglese (n. 1931)
- 2006 - Alfred Mann, musicologo tedesco (n. 1917)
- 2007 - Hallgeir Brenden, fondista norvegese (n. 1929)
- 2007 - Bob Collins, politico australiano (n. 1946)
- 2007 - Alice Ghostley, attrice statunitense (n. 1923)
- 2007 - Knut Gudem, calciatore norvegese (n. 1927)
- 2007 - Enzo Morandini, trombettista italiano (n. 1924)
- 2007 - Oliviero de Quintajé, cantautore e musicista italiano (n. 1959)
- 2007 - Petar Stambolić, politico jugoslavo (n. 1912)
- 2007 - Lorenzo Tomatis, oncologo e epidemiologo italiano (n. 1929)
- 2008 - Luigi Gozzi, drammaturgo e regista teatrale italiano (n. 1935)
- 2008 - Walter Haummer, calciatore austriaco (n. 1928)
- 2008 - Dingiri Banda Wijetunga, politico singalese (n. 1916)
- 2009 - Cesare De Silvestri, psichiatra e psicoterapeuta italiano (n. 1926)
- 2009 - Robert Ginty, attore, regista e sceneggiatore statunitense (n. 1948)
- 2009 - Myroslav Marusyn, arcivescovo cattolico ucraino (n. 1924)
- 2009 - Wess, cantante e bassista statunitense (n. 1945)
- 2010 - Grace Bradley, attrice statunitense (n. 1913)
- 2010 - John Crawford, attore statunitense (n. 1920)
- 2010 - Bernard Genoud, vescovo cattolico svizzero (n. 1942)
- 2010 - Sandra Mondaini, attrice, conduttrice televisiva e cantante italiana (n. 1931)
- 2010 - Amaro Viana Barbosa, calciatore brasiliano (n. 1937)
- 2011 - Marcel Bitsch, compositore, musicologo e insegnante francese (n. 1921)
- 2011 - Troy Davis, assassino statunitense (n. 1968)
- 2011 - Paulette Dubost, attrice francese (n. 1910)
- 2011 - Enzo Erra, politico, giornalista e saggista italiano (n. 1926)
- 2011 - Ben Feleo, regista, sceneggiatore e produttore cinematografico filippino (n. 1926)
- 2011 - Mickey Rottner, cestista statunitense (n. 1919)
- 2011 - Emanuele Tuccari, giurista e politico italiano (n. 1920)
- 2012 - Henry Bauchau, scrittore e psicanalista belga (n. 1913)
- 2012 - Ed Conlin, cestista e allenatore di pallacanestro statunitense (n. 1933)
- 2012 - Yehuda Elkana, filosofo e docente israeliano (n. 1934)
- 2012 - Arrigo Gattai, dirigente sportivo italiano (n. 1928)
- 2012 - Sven Hassel, scrittore danese (n. 1917)
- 2012 - Bob Hodges, cestista statunitense (n. 1930)
- 2012 - Ken Larsen, cestista canadese (n. 1935)
- 2012 - Adalberto Minucci, giornalista e politico italiano (n. 1932)
- 2012 - Bruno Schettino, arcivescovo cattolico italiano (n. 1941)
- 2012 - Mike Sparken, pilota automobilistico francese (n. 1930)
- 2013 - Aide Aste, attrice italiana (n. 1927)
- 2013 - Michel Brault, regista e direttore della fotografia canadese (n. 1928)
- 2013 - Marco Trani, disc jockey italiano (n. 1960)
- 2013 - Roman Vlad, compositore, musicologo e pianista rumeno (n. 1919)
- 2014 - Francesco Fornabaio, aviatore italiano (n. 1957)
- 2014 - Caldwell Jones, cestista e allenatore di pallacanestro statunitense (n. 1950)
- 2014 - Franco Marazzi, regista e giornalista svizzero (n. 1925)
- 2014 - Vittorio Emanuele Orlando, naturalista italiano (n. 1928)
- 2014 - Jan Werner, velocista polacco (n. 1946)
- 2015 - Ivan Dvornyj, cestista sovietico (n. 1952)
- 2015 - Victor Démé, musicista e cantautore burkinabé (n. 1962)
- 2015 - Salvatore Tramontana, storico italiano (n. 1926)
- 2016 - Giuseppe Drago, politico e medico italiano (n. 1955)
- 2016 - Ragnar Hvidsten, calciatore norvegese (n. 1926)
- 2016 - Plinio Pinna Pintor, cardiologo, imprenditore e partigiano italiano (n. 1921)
- 2016 - Tandra Quinn, attrice statunitense (n. 1931)
- 2016 - Kalervo Rauhala, lottatore finlandese (n. 1930)
- 2016 - Jack Rawlings, calciatore inglese (n. 1923)
- 2016 - Shawty Lo, rapper statunitense (n. 1976)
- 2017 - Juan José Balzi, pittore, disegnatore e pubblicitario argentino (n. 1933)
- 2017 - Robert S. P. Beekes, linguista olandese (n. 1937)
- 2017 - Liliane Bettencourt, imprenditrice francese (n. 1922)
- 2017 - Renato Nicetto, dirigente sportivo italiano (n. 1938)
- 2017 - Glen Whisby, cestista e allenatore di pallacanestro statunitense (n. 1972)
- 2018 - Adolf Knoll, calciatore austriaco (n. 1938)
- 2018 - Vitalij Masol, politico ucraino (n. 1928)
- 2018 - Xavier de Montclos, storico francese (n. 1924)
- 2018 - Trần Đại Quang, politico, dirigente pubblico e militare vietnamita (n. 1956)
- 2019 - Gerhard Auer, canottiere tedesco (n. 1943)
- 2019 - Napoleon Chagnon, antropologo statunitense (n. 1938)
- 2019 - Aron Eisenberg, attore e fotografo statunitense (n. 1969)
- 2019 - Sid Haig, attore statunitense (n. 1939)
- 2019 - E.J. Holub, giocatore di football americano statunitense (n. 1938)
- 2019 - Sigmund Jähn, astronauta e militare tedesco (n. 1937)
- 2019 - Günter Kunert, scrittore e poeta tedesco (n. 1929)
- 2019 - Karin Larsson, nuotatrice svedese (n. 1941)
- 2019 - Roberto Meraviglia, politico italiano (n. 1943)
- 2019 - Jarred Rome, discobolo statunitense (n. 1976)
- 2019 - Christopher Rouse, compositore statunitense (n. 1949)
- 2019 - Woo Hye-mi, cantante sudcoreana (n. 1988)
- 2020 - Arthur Ashkin, fisico statunitense (n. 1922)
- 2020 - Virginio Bettini, politico italiano (n. 1942)
- 2020 - Peppino Caldarola, giornalista e politico italiano (n. 1946)
- 2020 - Ron Cobb, artista, scenografo e disegnatore statunitense (n. 1937)
- 2020 - Tommy DeVito, cantante e musicista statunitense (n. 1928)
- 2020 - Amos Lin, cestista e allenatore di pallacanestro israeliano (n. 1933)
- 2020 - Michael Lonsdale, attore e pittore francese (n. 1931)
- 2020 - Robert Freeman Smith, politico statunitense (n. 1931)
- 2020 - Ira Sullivan, musicista e compositore statunitense (n. 1931)
- 2020 - Sune Wehlin, pentatleta svedese (n. 1923)
- 2020 - Bobby Wilson, tennista britannico (n. 1935)
- 2020 - Z'ev ben Shimon Halevi, scrittore e insegnante britannico (n. 1933)
- 2021 - Tommaso Avagliano, poeta, editore e scrittore italiano (n. 1940)
- 2021 - Sherwood Boehlert, politico statunitense (n. 1936)
- 2021 - Enea Cerquetti, politico italiano (n. 1938)
- 2021 - Romano Fogli, calciatore e allenatore di calcio italiano (n. 1938)
- 2021 - Willie Garson, attore statunitense (n. 1964)
- 2021 - Richard H. Kirk, musicista britannico (n. 1956)
- 2021 - Marcia Freedman, politica e attivista statunitense (n. 1938)
- 2021 - Anthony Michael Pilla, vescovo cattolico statunitense (n. 1932)
- 2021 - Melvin Van Peebles, attore, sceneggiatore e regista statunitense (n. 1932)
- 2021 - Moḥammed Ḥoseyn Ṭanṭāwī, politico e generale egiziano (n. 1935)
- 2022 - Lydia Alfonsi, attrice italiana (n. 1928)
- 2022 - Andrea Bodó-Molnár, ginnasta ungherese (n. 1934)
- 2022 - Antonio Ceballos Atienza, vescovo cattolico spagnolo (n. 1935)
- 2022 - François Corteggiani, fumettista francese (n. 1953)
- 2022 - Greg Lee, cestista statunitense (n. 1951)
- 2022 - Raju Srivastav, comico e attore indiano (n. 1963)
- 2023 - Franco Dinelli, calciatore e allenatore di calcio italiano (n. 1937)
- 2023 - José Lemos Rodríguez, allenatore di calcio e calciatore spagnolo (n. 1962)
- 2023 - Alberto Magnaghi, architetto e urbanista italiano (n. 1941)
- 2023 - Odilon Polleunis, calciatore belga (n. 1943)
- 2023 - Luigi Rinaldi, politico italiano (n. 1938)
- 2023 - Jeremy Silman, scacchista statunitense (n. 1954)
- 2023 - Walewska de Oliveira, pallavolista brasiliana (n. 1979)
- 2024 - Óscar Bogarín, cestista paraguaiano (n. 1936)
- 2024 - Benny Golson, musicista e compositore statunitense (n. 1929)
- 2024 - Salvatore Lo Presti, giornalista e saggista italiano (n. 1940)
- 2024 - Anna Laura Messeri, attrice teatrale, regista teatrale e docente italiana (n. 1929)
- 2024 - Mercury Morris, giocatore di football americano statunitense (n. 1947)
- 2024 - Osman Ragheb, attore, doppiatore e direttore del doppiaggio egiziano (n. 1926)
- 2024 - Aldo Silvagna, calciatore italiano (n. 1938)